# إغوانة رواتانية
إغوانة رواتانية (الاسم العلمي: Ctenosaura oedirhina) (بالإنجليزية: Roatán spinytail iguana)‏ هي نوع من الزواحف تتبع جنس الإغوانة شائكة الذيل من الفصيلة الإغوانية.